# La Cambrioleuse
 (février 2017).
Si vous disposez d'ouvrages ou d'articles de référence ou si vous connaissez des sites web de qualité traitant du thème abordé ici, merci de compléter l'article en donnant les références utiles à sa vérifiabilité et en les liant à la section « Notes et références ».
 Pour plus de détails, voir Fiche technique et Distribution
La Cambrioleuse est un film pornographique français de 2002, réalisé par Fred Coppula.

## Synopsis
Un gang de trois cambrioleuses particulièrement sexy sévit à Paris. Leur dernier coup, le cambriolage du château de Moulinsart. Une femme, alors suspectée par la police d'être la tête pensante de ce trio, est interrogée sur ses affaires et sur celle de ses amis. L'enquête ne mènera toutefois à rien et finalement la plainte sera retirée sous certaines conditions...

## Distribution
- Clara Morgane : la suspecte, chef de la bande de cambrioleuses
- Delfynn Delage : Caroline, cambrioleuse
- Nomi : Noémie, cambrioleuse
- Ian Scott : petit ami de Clara
- Benjamin Landis : Anthony Roussel, organisateur des soirées de Greg Centauro
- Adeline Lange : Céline Gouraud, informatrice au service du trio de cambrioleuses
- Joachim Laroche : Joachim, le client de Céline
- Greg Centauro : Lewis Ferraud, richissime homme d'affaires
- Sebastian Barrio
- Tony Carrera
- Céline Kasia
- Davy Sanna
- Barbarella
- Adrianna Laurenti
- Emilie
- Tima
- Edd Exel
- Kevin Long
- Rodolphe Antrim
- Pascal Saint James
- Richard Langin

## Autour du film
Il s'agit de l'un des rares films X dans lesquels Clara Morgane partage une scène de sexe avec un autre partenaire masculin que son compagnon Greg Centauro, en l'occurrence lors de sa scène avec Ian Scott.
Les Cahiers du cinéma classent La Cambrioleuse parmi « les 100 plus beaux DVD de l'année [2002] ».